# Дејтон (Орегон)
Дејтон (енгл. Dayton) град је у америчкој савезној држави Орегон.

## Демографија
По попису из 2010. године број становника је 2.534, што је 415 (19,6%) становника више него 2000. године.
| Група             | 2000.         | 2010.         |
| Белци             | 1.462 (69,0%) | 1.671 (65,9%) |
| Афроамериканци    | 33 (1,6%)     | 13 (0,5%)     |
| Азијати           | 11 (0,5%)     | 24 (0,9%)     |
| Хиспаноамериканци | 555 (26,2%)   | 758 (29,9%)   |
| Укупно            | 2.119         | 2.534         |